# Tallholmen (sydöst om Storön, Raseborg)
Tallholmen är en ö i Finland. Den ligger i Finska viken och i kommunen Raseborg i landskapet Nyland, i den södra delen av landet. Ön ligger sydöst om Storön omkring 78 kilometer väster om Helsingfors.
Öns area är 1,6 hektar och dess största längd är 220 meter i sydöst-nordvästlig riktning.
Det är värt att notera att det finns en annan ö med samma namn bara 500 meter länge västerut.
Inlandsklimat råder i trakten. Årsmedeltemperaturen i trakten är 5 °C. Den varmaste månaden är september, då medeltemperaturen är 14 °C, och den kallaste är januari, med −5 °C.